# Denuncia contra Larreta por vacunas VIP en la empresa Murata
La denuncia contra Larreta por vacunación VIP en la empresa Murata, en Argentina, se refiere a la “vacunación vip” en la empresa Murata S.A., del personal jerárquico, el dueño Roberto Raglewski y su hijo Santino Raglewski, de 18 años de edad, contra la COVID-19 sin seguir las prioridades establecidas para la campaña de vacunación contra la COVID-19. La denuncia por corrupción política está dirigida contra el jefe de gobierno de la Ciudad de Buenos Aires, Horacio Rodríguez Larreta y el ministro de Salud Fernán Quirós. La empresa Murata S.A. es una aportante importante al partido Propuesta Republicana, al que pertenecen los denunciados.

## Los hechos
La denuncia sostiene que el dueño de la empresa Murata S.A., Roberto Raglewski, su hijo Santino Raglewski, de 18 años de edad, y entre seis y diez personas empleados jerárquicos de la empresa, fueron vacunados de manera irregular en el Hospital Argerich, atribuyendo el hecho a la influencia del propietario sobre el gobierno de la Ciudad de Buenos Aires, debido a su condición de donante del partido político gobernante, Propuesta Republicana. Ninguna de la personas vacunadas, por su edad, podían estar en el plan de vacunación de la ciudad.
La denuncia quedó radicada en el Juzgado Criminal y Correccional Federal 8, por delitos de corrupción, como cohecho y malversación de caudales públicos.
La empresa Murata S.A. también fue denunciada por negligencia en la muerte de tres trabajadores muertos por covid, entre ellos Miguel Ángel Olmedo, quien debió trabajar pese a tener 64 años y afecciones cardiacas.